# Casimir Ier de Varsovie
Pour les articles homonymes, voir Casimir Ier.
Casimir Ier de Varsovie (en polonais Kazimierz I warszawski) (entre 1320 et 1331 – 26 novembre 1355), de la dynastie des Piasts, hérite du duché de Czersk avec son frère Siemovit III de Mazovie. En 1345, à la suite de la mort de leur oncle Siemovit II de Rawa, ils héritent également du duché de Rawa. En 1349, les deux frères se partagent leurs possessions et Casimir obtient la région de Varsovie. En 1351, il devient vassal de la Pologne.

## Biographie

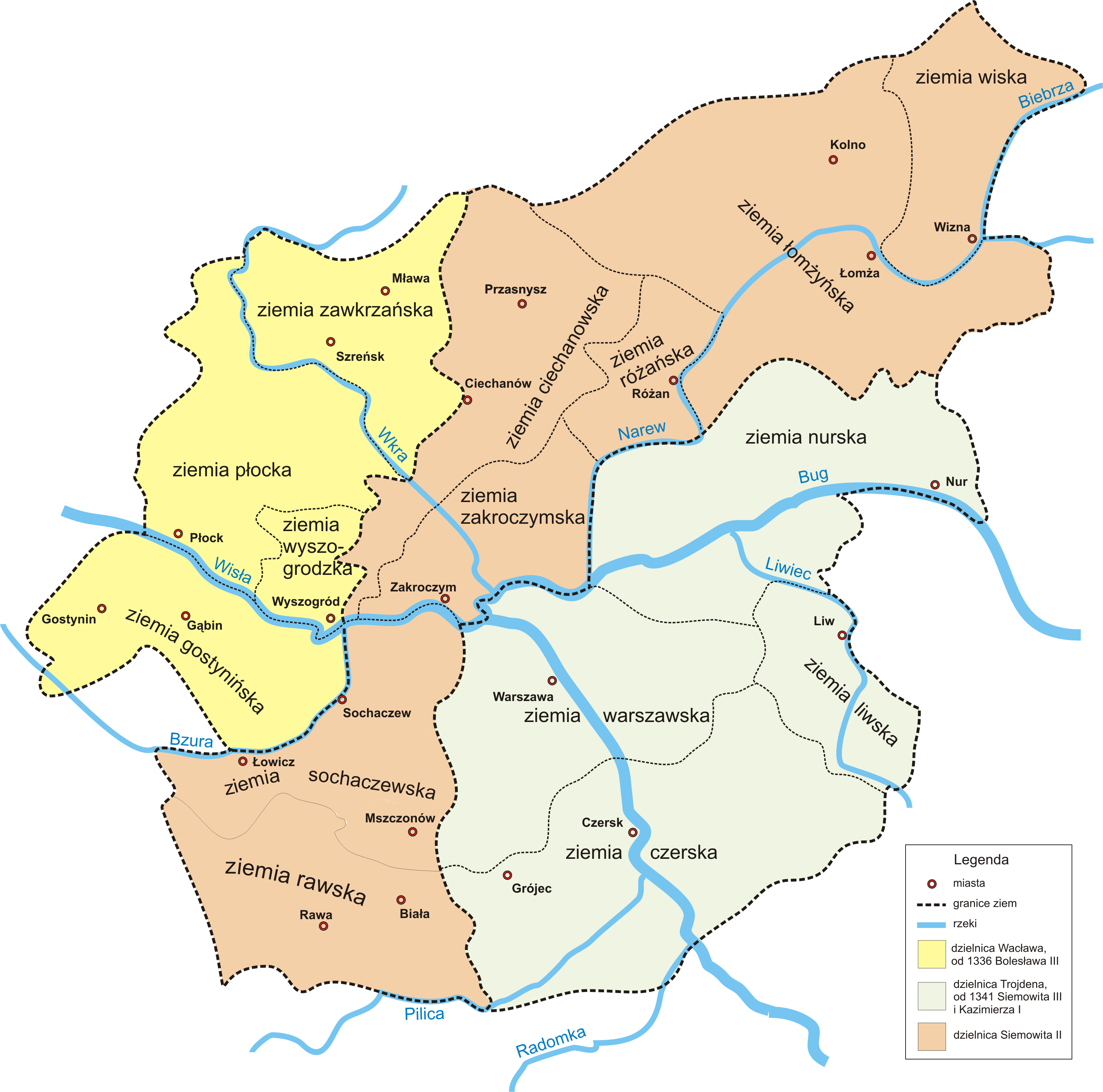
Divisions de la Mazovie
(1313-1345)

Casimir Ier de Varsovie est le troisième fils de Trojden Ier de Czersk et de Marie de Galicie. On ignore la date exacte de sa naissance. On sait qu’à la mort de son père en 1341, il est trop jeune pour gouverner. En 1349, réclamant sa part de l’héritage paternel, il obtient la petite région de Varsovie. En 1351, après la mort de Boleslas III de Płock, il hérite de la région de Sochaczew qu’il incorpore à son duché de Varsovie.
Le 18 septembre 1351, Casimir Ier de Varsovie et son frère Siemovit III de Mazovie deviennent vassaux de la Pologne. En échange, ils obtiennent la promesse de recevoir la totalité de l’héritage de Boleslas III de Płock si Casimir III le Grand meurt sans descendant.
Casimir Ier de Varsovie décède le 26 novembre 1355 et est inhumé dans la cathédrale de Płock. N’ayant jamais été marié, il ne laisse aucun héritier. Casimir III le Grand, son suzerain, hérite du duché de Varsovie. Il cède celui-ci à Siemovit III de Mazovie.